# هنري ستيلس بريدجس
هنري ستيلس بريدجس (بالإنجليزية: Henry Styles Bridges)‏ هو سياسي أمريكي ينتمي إلى الحزب الجمهوري. ولد هنري ستيلس بريدجس في 9 سبتمبر من سنة 1898 قي ولاية مين. تخرج بريدج في سنة 1918 من جامعة ولاية مين. شغل هنري ستيلس بريدجس منصب حاكم على ولاية نيوهامشير ما بين عامي 1935 إلى عام 1937 توفي بريدجس في 26 نوفمبر، 1961.

## روابط خارجية
- هنري ستيلس بريدجس على موقع الموسوعة البريطانية (الإنجليزية)
- هنري ستيلس بريدجس على موقع مونزينجر (الألمانية)
- هنري ستيلس بريدجس على موقع إن إن دي بي (الإنجليزية)